# Behrn Arena (patinoire)
La Behrn Arena est une patinoire d'Örebro en Suède. Elle a été construite en 2010 avec une capacité de 5 200 spectateurs.
Elle accueille notamment l'équipe de hockey sur glace du Örebro HK de la SHL. 